# Fondul Proprietatea
Fondul Proprietatea est une société par actions créée en 2005 par l'État roumain mais qui a vocation à devenir entièrement privée et indépendante de l'État. Sa spécificité réside dans le fait que son objet social et son fonctionnement sont encadrés par une législation particulière. Les actionnaires éligibles doivent être, à terme, uniquement des propriétaires dépossédés par l'État roumain pendant la période de la Roumanie communiste.

## Origine
La Roumanie est un pays de l'ex bloc soviétique où un très grand nombre de propriétés (usines, entreprises, maisons, immeubles, appartements, églises et terres) ont été confisquées pendant la période communiste totalitaire. L'État s'est approprié illégalement par des décrets abusifs, le plus important étant le décret no 92 de 1950, ou par voie de coercition, plus de 400 000 immeubles dont plus de 150 000 ont été détruits. En 1995, sous la présidence de Ion Iliescu, une loi a donné la possibilité aux locataires d'acheter à l'État roumain, à prix modique, sans relation avec la valeur du marché, des biens immobiliers construits avant 1945, qui ne lui appartenaient pas, empêchant ainsi les véritables propriétaires de récupérer leur bien nationalisé abusivement. La situation légale complexe qui en est résultée a abouti à une tentative de compenser financièrement les anciens propriétaires, victimes du communisme, auxquels il fut dénié une seconde fois le droit de récupérer leur bien. Le fonds Proprietatea a par conséquent été fondé pour corriger cette injustice. 
Créé le 24 novembre 2005 par la loi 247/2005 en Roumanie, le fonds Fondul Proprietatea ou Fonds Propriété est un fonds qui collecte une partie des dettes qu'ont contractées d'autres pays auprès de la Roumanie. Il inclut aussi des actions d'un certain nombre de compagnies d'État. 
Cet argent sert à réparer les dommages subis par les personnes et familles qui ont été abusivement dépossédées de leurs biens immeubles sous la Roumanie communiste (1945-1989). Les estimations avancent généralement, uniquement pour les immeubles bâtis, des chiffres entre 150 000 et 250 000 propriétaires concernés. Il n'existe malheureusement aucune statistique officielle vérifiable. 
Selon le site internet du fonds, la Roumanie serait le seul pays d'Europe de l'Est qui essayerait de rembourser à la juste valeur du bien, les personnes qui ont été dépossédées par le régime communiste.

## La société, son capital et son objet social[6]
La société commerciale S.C. Fondul “Proprietatea” S.A. a été fondée pour assurer les ressources financières nécessaires à la compensation des personnes abusivement expropriées par l'État roumain. La compensation est faite en actions représentant la valeur actuelle des biens immobiliers qui ne sont pas restitués en nature. Après avoir suivi certaines étapes légales strictement déterminées par la loi, les porteurs de droits de compensation deviennent actionnaires du fonds Proprietatea.
- Fondul Proprietatea est une société par actions, fondée conformément aux dispositions du titre VII de la loi  247/2005[4].
- Il s'agit d'un fonds privé qui ne reçoit pas d'aide financière du budget de l'État, cependant sa Direction a été, jusqu'en juin 2009, choisie par l'État.
- Son objectif principal est de réaliser du profit pour ses actionnaires.
- Les moyens utilisés pour atteindre cet objectif sont : l'administration judiciaire des actifs.
- Dernière information disponible sur le portefeuille d'actions en juin 2009:
  - 88 entreprises présentes.
  - Capital social souscrit : 13 652 546 092 RON.
  - Nombre d'actionnaires : 2471 actionnaires privés représentant 33,99 % du capital. Le principal actionnaire est le Ministère de l'Économie et des Finances.
- Le capital social initial a été constitué à partir de fonds résultants de:
  - l'encaissement de dettes
  - le recouvrement de certains droits de la Roumanie, qui résultent d'accords de commerciaux et de coopération internationaux
  - l'aliénation de certaines parts de l'État vis-à-vis de sociétés commerciales.
- Le capital social sera augmenté progressivement, selon l'encaissement de ces montants, ainsi qu'en référence à la valeur estimée des compensations accordées.
- La valeur nominale des actions émises par FondulProprietateaest de 1 RON. L'unique actionnaire initial du Fondul Proprietatea est l'État roumain.

## Direction
Jusqu'à ce que la nomination d'une administration choisie soit faite, la gestion du fonds a été provisoirement assurée par le Ministère des Finances Publiques via le Conseil de surveillance.
Après sélection par appel d'offres public international, une société de gestion a pris en charge les pouvoirs de l'administrateur du Fonds.
À la suite de cet appel d'offres, une Commission de sélection a choisi le 9 juin 2009 la société Franklin Templeton Investment Management Ltd comme le gérant du fonds.

## Les actionnaires
- Au 31 août 2008[7]:

| Type d'actionnaire                      | Nombre d'actionnaires | Nombre d'actions détenues       | % du capital social |
| --------------------------------------- | --------------------- | ------------------------------- | ------------------- |
| Ministère de l'Économie et des Finances | 1                     | 11 340 748 208                  | 79,64 %             |
| Personnes morales (parts < 1 %)         | 16                    | 203 925 205                     | 1,43 %              |
| Personnes morales (parts > 1 %)         | 1                     | 394 769 023                     | 2,77 %              |
| Sous-total - Personnes morales          | 18                    | 11 939 442 436                  | 83,84 %             |
| Personnes physiques (parts < 1 %)       | 1 996                 | 1 293 824 483                   | 9,09 %              |
| Personnes physiques (parts > 1 %)       | 2                     | 1 007 273 756                   | 7,07 %              |
| Sous-total - Personnes physiques        | 1 998                 | 2 301 098 239                   | 16,16 %             |
| TOTAL                                   | 2 016                 | 14 240 540 675[réf. nécessaire] | 100,00 %            |

## Structure du portefeuille
Fin décembre 2008, la valeur totale du portefeuille est évaluée à 16 498 879 195 RON (soit 3 911 350 421 €). En juin 2009, l'information disponible sur 90 % de sa valeur est la suivante :

- Sociétés cotées à la Bourse de Bucarest:

| Nom               | % du capital social détenu au 31/12/2008 | Valeur de marché à la date d'évaluation | Date d'évaluation | % du portefeuille |
| ----------------- | ---------------------------------------- | --------------------------------------- | ----------------- | ----------------- |
| Petrom SA         | 20,11 %                                  | 5,408,000,000                           | 30-juin-08        | 32,78 %           |
| Alro SA           | 9,93 %                                   | 507,000,000                             | 30-juin-08        | 3,07 %            |
| Transgaz SA       | 14,99 %                                  | 365,000,000                             | 30-juin-08        | 2,21 %            |
| Transelectrica SA | 13,50 %                                  | 283,000,000                             | 30-juin-08        | 1,72 %            |
| TOTAL             | ns                                       | 6,563,000,000                           | 30-juin-08        |                   |

- Sociétés non cotées:

| Nom                                        | % du capital social détenu au 31/12/2008 | Valeur de marché à la date d'évaluation | Date d'évaluation | % du portefeuille |
| ------------------------------------------ | ---------------------------------------- | --------------------------------------- | ----------------- | ----------------- |
| Hidroelectrica SA                          | 19,94 %                                  | 2,890,469,000                           | 31-déc-07         | 17,52 %           |
| Nuclear electrica SA                       | 17,21 %                                  | 991,696,873                             | 31-déc-07         | 6,01 %            |
| Romgaz SA                                  | 14,99 %                                  | 815,123,000                             | 30-juin-08        | 4,94 %            |
| CEZ Distributie SA                         | 30,00 %                                  | 696,400,000                             | 31-déc-07         | 4,22 %            |
| Complexul Energetic Turceni SA             | 24,93 %                                  | 364,165,000                             | 30-sept-08        | 2,21 %            |
| Enel Distributie Muntenia SA               | 12,00 %                                  | 321,871,900                             | 30-sept-08        | 1,95 %            |
| Posta Romana SA                            | 25,00 %                                  | 307,250,000                             | 30-juin-08        | 1,86 %            |
| Distrigaz Sud SA                           | 12,00 %                                  | 285,434,000                             | 30-sept-08        | 1,73 %            |
| Electrica Distributie Transilvania Nord SA | 22,00 %                                  | 267844000                               | 30-juin-08        | 1,62 %            |
| E.ON Moldova Distributie SA                | 22,00 %                                  | 262186000                               | 31-déc-08         | 1,59 %            |
| Complexul Energetic Craiova SA             | 24,98 %                                  | 260,901,600                             | 31-août-08        | 1,58 %            |
| Electrica Distributie Muntenia Nord SA     | 22,00 %                                  | 241,029,000                             | 30-juin-08        | 1,46 %            |
| ENEL Distributie Banat SA                  | 24,13 %                                  | 230,300,000                             | 31-déc-07         | 1,40 %            |
| Complexul Energetic Rovinari SA            | 23,73 %                                  | 224,117,000                             | 30-sept-08        | 1,36 %            |
| Electrica Distributie Transilvania Sud SA  | 22,00 %                                  | 220,865,000                             | 30-juin-08        | 1,34 %            |
| TOTAL                                      | ns                                       | 8 379 652 373                           | ns                |                   |

## Schéma de compensation[6]
- Les actions émises par le fonds seront transférées sans frais, aux tenants de titres de compensation émis à la date de la création du fonds, à leur détenteurs ultérieurs ou aux personnes indemnisées par les décisions rendues après la mise en place de Fondul Proprietatea. Le nombre d'actions transférées sera établi par référence à la valeur de la compensation des titres détenus.
- Les actions seront librement échangées par leur détenteurs sur les marchés réglementés. À cette fin, le fonds initiera une procédure légale pour admettre les actions à la translation sur le marché d'actions opérés par la Bourse des valeurs de Bucarest. L'efficacité de la compensation sera assurée pour les anciens propriétaires de la de biens immobiliers nationalisés - qui ne pourraient pas être rendus en nature - , par la capitalisation des actions soit par leur vente, ou par l'obtention de dividendes annuels résultant de l'activité développée par le fonds[8].

## Un fonds dont l'efficacité est remise en question
Le fonds a connu de sérieuses difficultés de direction, des retards et des scandales depuis sa création. Ce fonds est aussi largement contesté par les bénéficiaires et toutes les associations de propriétaires. Ces derniers le considèrent inadapté car inacceptable comme forme de compensation réelle des biens confisqués, non liquide, et très insuffisamment doté. Il a été aussi critiqué par la presse, la société civile et les partis politiques roumains. Il semble que le fonds ne soit toujours pas en situation de dédommager qui que ce soit, principalement parce qu'il n'a pas encore été introduit sur les marchés financiers et parce que l'État roumain n'a pas été en mesure de lui verser l'argent prévu. Il apparaît même que l'image de cette société par action et celle de l'État roumain aient été ternies par une longue série de problèmes et d'échecs du fonds Proprietatea.
Dans les faits, le fonds n'est pas liquide pour les victimes des spoliations, devenues actionnaires. Il ne l'a été que très brièvement (6 mois à partir du 1er octobre 2007), pour un montant très limité : 500 000 Lei (autour de 118 000 euros) proposé à chaque actionnaire, quelle que soit l'étendue du préjudice. Il ne permet que très rarement la compensation de la privation de propriété. De nombreux propriétaires spoliés décèdent avant d'avoir reçu la moindre compensation.

### La Cour Européenne des Droits de l'Homme condamne la Roumanie et son système de compensation
L'Union européenne, au travers des organes de sa  Commission, ou de son parlement a régulièrement exprimé ses inquiétudes quant à sa capacité réelle de compensation pour les propriétaires spoliés.
Les milliers de plaintes déposées par de requérants spoliés par l'État roumain, près la Cour Européenne de Droits de l'Homme, aboutissent à de très nombreuses condamnations. La lecture des arrêts permet de constater que le fonctionnement du fonds tel qu'il est décrit par ses statuts ne correspond pas à la réalité.
La Cour européenne des droits de l'homme (ou CEDH) a condamné maintes fois la Roumanie pour son incapacité à rendre les biens spoliés, mais aussi à verser des dédommagements effectifs. En ce cas d'espèce, la Cour a été saisie par des requérants sur la base de la violation de l'article 1 du Protocole no 1. La jurisprudence de la CEDH est invariable sur ce sujet depuis plusieurs années. Sur le seul sujet de la validité du schéma de compensation via le Fondul Proprietatea, la jurisprudence compte en février 2010, plus de 50 arrêts condamnant la Roumanie. En novembre 2009, ce fonds n'est toujours pas considéré par la CEDH comme un moyen acceptable de dédommager les spoliations. 

Dans les arrêts cités en référence et qui confirment une situation inchangée, la Cour:

- précise que  La conclusion de violation de l'article 1 du Protocole no 1 révèle un problème à grande échelle résultant de la défectuosité de la législation sur la restitution des immeubles nationalisés qui ont été vendus par l'État à des tiers. Dès lors, la Cour estime que l'État doit aménager dans les plus brefs délais la procédure mise en place par les lois de réparation (actuellement les lois nos 10/2001 et 247/2005) de sorte qu'elle devienne réellement cohérente, accessible, rapide et prévisible (voir également, mutatis mutandis, Viașu, précité, §§ 82-83; Faimblat c. Roumanie, no 23066/02, §§ 53-54, 13 janvier 2009 ; Katz c. Roumanie, no 29739/03, §§ 35-36, 20 janvier 2009).

- rappelle qu'elle a déjà jugé que le fonds Proprietatea ne fonctionne actuellement pas d'une manière susceptible d'aboutir à l'octroi effectif d'une indemnité aux requérants.

- observe qu'à ce jour, le Gouvernement n'a pas démontré que le système d'indemnisation mis en place par la loi n°247/2005[4] permettrait aux bénéficiaires de cette loi de toucher, selon une procédure et un calendrier prévisible, une indemnité en rapport avec la valeur vénale des biens dont ils ont été privés.

- dans un arrêt du 9 décembre 2008 (Viașu c. Roumanie - no 75951/01) constate que: Depuis juillet 2005, la loi no 247/2005[4] fut modifiée plus d'une dizaine de fois, tant quant au fonctionnement et au financement du fonds Proprietatea, qu'en ce qui concerne les modalités de calcul et les procédures d'octroi des indemnités.
Le 28 juin 2007, le Gouvernement adopta l'ordonnance d'urgence no 81/2007, qui opéra un changement important de l'organisation et du fonctionnement du fonds Proprietatea. Entre autres, ladite ordonnance accorda aux bénéficiaires de décisions de compensation en actions à Proprietatea la possibilité d'en recevoir une partie sous forme d'indemnité pécuniaire.
Adoptée sans autorisation du parlement sous la forme d'une loi d'habilitation, l'ordonnance no 81/2007 n'a pas été approuvée par le parlement selon la procédure prévue par l'article 115 § 7 de la Constitution .
Le 6 février 2008, le Gouvernement modifia le règlement d'application de la loi no 247/2005[4] afin de tenir compte des modifications apportées par l'ordonnance d'urgence no 81/2007.
Selon une information transmise par le Gouvernement à la Cour, jusqu'au 7 décembre 2007, la Commission centrale pour les dédommagements avait délivré 5188 de titres de dédommagements, dont 506 ont été effectivement exécutés par l'ANRP[24].
En l'absence de statistiques globales officielles, l'organisation non-gouvernementale « Societatea Academică din România » effectua une étude sur la situation des demandes en restitution, qu'elle publia en septembre 2008[25]. Selon ce rapport, plus de deux cent mille demandes en restitution avaient été déposées sur l'ensemble du territoire, dont seulement quarante-six mille avaient été transmises, jusqu'à la date du rapport, par les autorités locales à l'ANRP. Cette dernière avait octroyé des dédommagements à 3 620 personnes. Le rapport mit en évidence que plus de 30 000 dossiers concernant les lois de restitution étaient pendants devant les tribunaux de la ville de Bucarest.

Selon le journal Ziua, Le refus de la Roumanie de faire évoluer sa législation pour rendre effective la restitution des biens spoliés ou bien une indemnisation rapide et décente, a amené la CEDH à menacer la Roumanie de l'exclusion pure et simple de l'organisation (21 mai 2009).

Le 21 octobre 2009, le journal Evenimentul Zilei consacre un long article aux condamnations à la chaîne de la Roumanie, considérée comme incapable par la CEDH de dédommager les propriétaires spoliés. La Roumanie a perdu plus de 100 procès depuis 2007, et a dû payer près de 18 millions d'euros en dédommagements accordés par la Cour.

### Le Conseil de l'Europe constate un problème systémique en Roumanie
Le Comité des Ministres du Conseil de l'Europe a souligné régulièrement une carence dans le domaine du respect du droit de la propriété privée. Le Comité souligne en particulier l'absence d'indemnisation à la suite de la privation de propriété, ce qui revient à confirmer l'inefficacité du fonds Proprietatea.
Ainsi lors de sa dernière réunion du 6 juin 2009, le comité indique sur la base des 88 affaires concernant l’absence de restitution ou d’indemnisation de biens nationalisés, revendus par la suite par l’État à des tiers:

1. rappellent que les questions soulevées dans ces affaires ont trait à un important problème systémique, lié notamment à l'absence de restitution ou d'indemnisation de biens nationalisés, revendus par la suite par l'État à des tiers, problème auquel il importe de remédier le plus rapidement possible afin d'éviter un nombre important de nouvelles violations similaires ;
2. notent que la Cour européenne, dans un certain nombre d’arrêts qui sont récemment devenus définitifs, a estimé, entre autres, que les autorités roumaines devaient prendre les mesures législatives nécessaires afin d’empêcher l’apparition de situations où deux titres de propriété sur le même bien coexistent, et amender également le mécanisme administratif mis en place par les lois de réparation afin qu’il devienne réellement cohérent, accessible, rapide et prévisible ;
3. invitent les autorités roumaines à soumettre un plan d’action concernant les mesures prises ou envisagées en vue d’améliorer l’actuel mécanisme de restitution ; dans ce contexte ils notent également avec intérêt que des consultations bilatérales sont envisagées entre les autorités impliquées dans le processus de restitution et le Secrétariat ;
5. décident, par conséquent, de reprendre l'examen de ces affaires au plus tard lors de leur 1re réunion DH de 2010, à la lumière du plan d’action à fournir et d'informations sur les mesures individuelles.
Enfin, il est à noter que la Roumanie est le seul pays du bloc de l'est ayant intégré l'Union européenne où un tel problème concernant la situation de biens immobiliers en relation avec la chute des autres régimes communiste n'est toujours pas réglé. Les autres ex-pays du bloc soviétique ne font remonter au niveau européen un problème sur des biens immobiliers d'une telle ampleur. 
Devant la gravité de la situation, et l'inertie de l'État roumain, cela malgré des centaines de condamnations de la Cour européenne des droits de l'homme, cette dernière a lancé le 25 février 2010 un arrêt-pilote. L'audience s'est tenue le 6 septembre 2010. Le jugement est attendu en septembre 2010. Il pourrait être assorti de sanctions contre la Roumanie, depuis l'obligation de modifier sa législation, jusqu'à l'exclusion de la Cour.